# 残塁
残塁（ざんるい、Left on Base、LOB）は、野球及びソフトボールにおける記録の一つ。

## 概要
残塁は、各イニングが終了した際に、アウトにならずに残っていた走者に対する個人記録である。通常の走塁記録（打撃記録に含めることもある）と同様に扱われる。打者走者がイニング終了時にアウトになっていない場合には打者走者にも残塁が記録される（例えばフォースプレイで塁にいる走者が第3アウトになった場合、打者走者は一塁に残塁した扱いになる）。
イニングが終了した際に、残塁が記録された走者の数を残塁数という。サヨナラゲームなど一部の特殊なケースを除けば、これは第3アウトが記録されたときにアウトにならずにいた走者の数に一致する。マスコミなどでは 1試合のチーム残塁総数を指して使うことが多いので、誤って理解している場合も多い。
一般的に、残塁数にかかわらず、次のイニングの攻撃開始時には無走者から始めるが、ソフトボールのタイブレークにおいてはこの限りではない。
残塁は一般的にネガティブな結果として理解されるが、本塁打を除けば出塁数と密接に関係しており、残塁が多いことはそれだけチャンスをつくっているとも言えるので、（適切に点が入ってさえいれば）一概に否定されるものではない。事実、チーム打率と残塁数はおおむね比例する傾向にあり、1998年 - 1999年の横浜ベイスターズ（マシンガン打線）や、2005年の阪神タイガースなど、長打力よりも連打を売り物にした強力打線を誇ったチームは、リーグトップの残塁数を記録している。
残塁数は記録に誤りがないかを確かめるためにも使われる。あるチームの打席数は、そのチームの得点数・残塁数と相手チームの刺殺数を足した数に等しい。つまり、言い換えれば、打席を消化したすべての打者には、得点・残塁・（相手側の）刺殺のいずれかが記録されているということになる。

## 残塁に関する記録
日本では2014年8月16日に埼玉西武ライオンズが対北海道日本ハムファイターズ戦（西武ドーム）でプロ野球としては最多となる21残塁を記録している。また、2015年6月23日に広島東洋カープが対阪神タイガース戦（長野オリンピックスタジアム）で延長12回引き分けで21残塁を記録している。なお、以上はいずれも延長戦での記録で、9イニングでは、2014年7月15日に横浜DeNAベイスターズが対広島東洋カープ戦（MAZDA Zoom-Zoom スタジアム広島）、及び2017年9月29日に北海道日本ハムファイターズが対東北楽天ゴールデンイーグルス戦（札幌ドーム）で記録した19残塁が最多であるが、これは無得点試合における残塁数としても史上最多である。

## 残塁に関する表現
残塁が多く、出塁はするものの得点が少ない（得点の効率が悪い）様子を、スポーツ新聞などでは拙攻（せっこう）と表現することがある。ただし、走塁ミスや併殺打、バント失敗が多い場合にもこの表現は用いられるので、拙攻と残塁の結び付きはさほど強くない。
様々な野球用語を日本語に訳した正岡子規は残塁のことを「立尽（スタンヂング）」と訳した。